# Diocèse de Monmouth
Le diocèse de Monmouth est l'un des six diocèses anglicans du Pays de Galles qui s'étend sur le sud-ouest de la région. Son siège est la Cathédrale Saint-Woolo de Newport.

## Historique
En 1921, le diocèse de Monmouth fut créé avec une partie du diocèse de Llandaff.
Bien que le diocèse porte le nom de Monmouth, sa cathédrale, la cathédrale Saint-Woolo de Newport se situe à Newport. Le diocèse prit le nom de Monmouth car il y avait déjà un évêque catholique à Newport. Il ne s'agissait pas de porter confusion en situant un diocèse catholique et un diocèse anglican dans la même cité.